# Miguel Pardeza
Miguel Pardeza Pichardo (La Palma del Condado, 8 de fevereiro de 1965) é um ex-futebolista espanhol, que atuava como atacante.

## Carreira
Jogou no Real Madrid, também por Castilla, Zaragoza e Puebla, onde parou de atuar como atleta, em 1998.
Pardeza foi um dos integrantes da autodenominada "Quinta del Buitre", ao lado de Manolo Sanchís, Emilio Butragueño, Hugo Sánchez e Martín Vázquez, e o único espanhol não-nascido em Madri. Pela Seleção Espanhola, disputou a Copa de 1990.

## Títulos
Real Madrid
- La Liga: 1986–87

Zaragoza
- Copa del Rey: 1985–86, 1993–94
- UEFA Cup Winners' Cup: 1994–95